# 姆萊奇納河
51°30′36″N 21°10′56″E / 51.51°N 21.1822°E
姆萊奇納河（波蘭語：Mleczna）是波蘭的河流，位於該國中部馬佐夫舍省。該河流屬於拉多姆卡河的右支流，河道全長28公里，流域面積349平方公里。